# サマール島

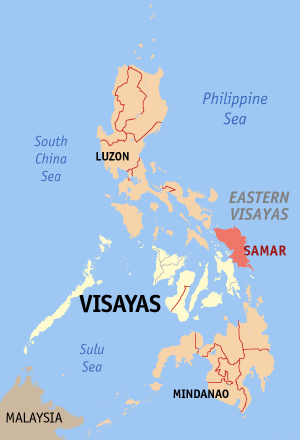
フィリピン中央の東部にある島がサマール島

サマール島（サマールとう）は、フィリピン中部、ビサヤ諸島の東ビサヤ地方にある島。面積は13,080km2で、ビサヤ諸島では1位、フィリピンでもルソン島、ミンダナオ島に続く3番目の大きさである。

## 行政区分
サマール島は東サマル州、北サマル州、サマル州に分けられる。これら3つの州は東ビサヤ地方に属する。
サマール島の唯一の市はサマル州カルバヨグ（Calbayog）である。

## 地理
サマール島はビサヤ諸島で最も東にある島である。南西にあるレイテ島の間の海域はサマール海であり、その南出口は狭くて長いサン・ファニーコ海峡になっている。この海峡の幅は最狭部では約2kmあり、サン・ファニーコ橋が架かっている。北西にはルソン島のビコル半島があり、サンベルナルジノ海峡で隔てられている。南部はレイテ湾に面しており、フィリピン海（太平洋）がサマール島とレイテ島の間に深く入りこんで湾を形成している。
島のほとんどは山地・密林となっている。
またモンスーンの影響を受けやすく、台風などの被害が多い。11月から4月のアミハン、8月から10月のハバガットという季節風のため雨が降りがちである。5月から7月は夏で乾季に当たる。また、太平洋に発生した台風が西進し、サマール島やレイテ島にさしかかると、山岳部が大きいため非常に強い雨を降らせやすい。その分、ビサヤ諸島中部では台風の勢力は弱くなる。

## 住民
サマール島の主要言語はワライ語（ワライワライ語、またはサマール・レイテ語ともいう）であるが、一部ではセブアノ語も話されているほか、英語とタガログ語はおおむね通じる。また古代日本の歌垣に良く似た青年男女の歌の掛け合いの習慣、バリタウが残っている。

## 産業
主な産業は稲作や芋などの農業、林業、漁業。産業基盤は脆弱でフィリピンの中でも貧しい方である。

## 歴史
ビサヤ諸島では東南アジアや中国を結ぶ交易が盛んで、領主（ダトゥ、またはラジャ）のもと共同体が作られていたが、統一した国家にはならなかった。サマールは海上の交易路からはやや外れた位置にある。
1521年3月16日、太平洋を横断してきたフェルディナンド・マゼランの艦隊がサマール島最南端のホモンホン島に上陸しフィリピン諸島への第一歩を記した。次いで、1543年にはルイ・ロペス・デ・ビリャロボスがルソン島南部を経てサマール島に到達。レイテ島などを巡った後、これら諸島をスペインのフェリペ皇太子（フェリペ2世）をたたえフェリピナス諸島と名づけ、これが現在のフィリピンの名の由来となった。
北サマルのパラパグは、1649年から1650年の間、ワライ人の英雄フアン・ポンセ・スムロイ（Juan Ponce Sumuroy）がフィリピン最初の民衆反乱「スムロイの乱」（Sumuroy Rebellion）を起こした場所である。当時スペイン人支配者らはルソン島・カヴィテ市の造船所の作業のためサマール島などの住民に労役を強制したがスムロイらはこれに反発して蜂起、一時はフィリピン中部に反乱が広がる勢いだったが、最終的にはスムロイは山中に立て篭もったあと殺された。

### 米比戦争
米比戦争では、1900年4月15日にカトゥビグでアメリカ軍部隊をフィリピン人ゲリラが急襲、町を4日間に渡り占拠し（カトゥビグの戦い）、これに対しアメリカ軍部隊も増援が来るまで粘った。1901年9月28日、バランギガでバランギガの虐殺が行なわれた。

### 第二次世界大戦
サマール島沖合いのレイテ湾とその周辺海域は、海戦史上最大の戦いで太平洋戦争の決戦でもあったレイテ沖海戦（比島沖海戦）の舞台でもある。その後の陸上戦で多くの日本兵が山に追われアメリカ軍やフィリピン人ゲリラと抗戦したが、飢えや病気で多くが倒れた。

### 戦後
1980年代に新人民軍など反政府ゲリラとの戦争が続いた。

## 交通

### 空路
- en:Catbalogan Airport
- en:Calbayog Airport
- en:Guiuan Airport
- en:Borongan Airport

### 陸路
- サン・ファニーコ橋・・・サンタ・リタ（英語版）（サマール島サマル州） - タクロバン（レイテ島レイテ州）間

### フェリー
- マトノグ（英語版）（ルソン島ソルソゴン州） - アレン（英語版）（サマール島北サマル州）間・・・マニラ行きバスが利用する
- カトバロガン（英語版） - マニラ間
- カトバロガン（英語版） - セブ間
- カルバヨグ（英語版） - セブ間